# Цисвестизм
Цисвести́зм (лат. cis приставка «по эту сторону» + vestio «надевать») — психологический феномен или поведенческая особенность, характерным признаком которой является надевание или ношение одежды, не соответствующей социальному статусу или возрасту, но соответствующей гендеру. В некоторых случаях может являться парафилией, при которой сексуальное возбуждение достигается, вероятно, в связи с отождествлением себя с каким-то другим человеком.
Примерами цисвестизма могут служить случаи, когда взрослый человек одевается подобно ребёнку, богатый — подобно бедняку; переодевание также может сопровождаться копированием образа поведения изображаемого объекта.